# 武昌府

武昌府在湖北省的位置（1820年）

武昌府，中国元朝末年至清朝末年存在的一个府。

## 前身
元朝时为武昌路。

## 明朝

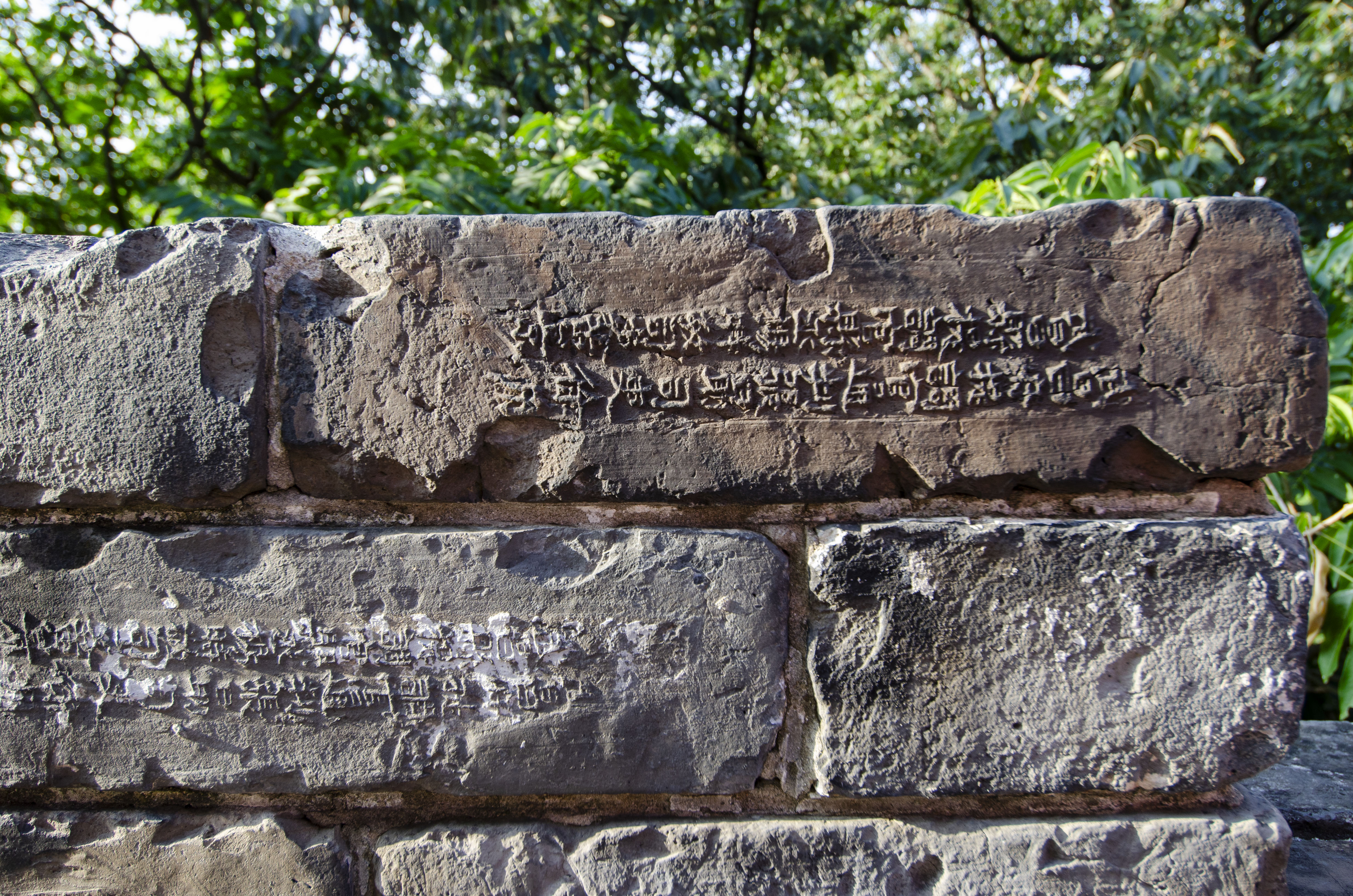
明孝陵明楼上武昌府所造城砖

至正二十四年、龙凤十年（甲辰年，1364年）二月，改为武昌府，治所在江夏县（即今湖北省武汉市武昌区）。
洪武九年（1376年）四月，降兴国府为兴国州，来属。
洪武十三年（1380年）五月，下属的汉阳州复为汉阳府。
终明一朝，领一州（兴国州，下领大冶县、通山县），九县：江夏县、武昌县、嘉鱼县、蒲圻县、咸宁县、崇阳县、通城县、大冶县、通山县。辖境相当今湖北省洪湖县以东的长江以南，鄂城区、咸宁市、通城县以西，包括黄石市、阳新县、通山县、大冶市。
明朝时，武昌府是湖广承宣布政使司的治所。

## 清朝
清朝时，武昌府是湖广总督的治所。
清朝时，武昌府下辖辖江夏县、武昌县、嘉鱼县、蒲圻县、咸宁县、崇阳县、通城县、大冶县、通山县、兴国州（今阳新）。
1911年，辛亥革命武昌起义在武昌府爆发。
1912年，武昌府被废除。

## 延伸阅读
[在维基数据编辑]
 《欽定古今圖書集成·方輿彙編·職方典·武昌府部》，出自陈梦雷《古今圖書集成》